# الرجل ذو النعل الذهبي (فلم)
الرجل ذو النعل الذهبي (بالإنجليزية: The Man with the Golden Soles) هو فيلم وثائقي تم إنتاجه في فرنسا وصدر في سنة 2000. الفيلم من إخراج عمر أميرلاي.